# Kozina (otok)
Kozina je nenaseljeni otočić oko 4 km jugozapadno od Pakoštana, Zadarska županija, Hrvatska. Najbliži veći otok je Vrgada.
Njegova površina iznosi 0,063 km². Dužina obalne crte iznosi 1,04 km.

## Vanjske poveznice
|  | Zajednički poslužitelj ima još gradiva o temi Kozina (otok) |